# Hassan Nader
Hassan Nader (Casablanca, 8 luglio 1965) è un ex calciatore marocchino, di ruolo attaccante.

## Biografia
Ha un figlio chiamato Mohcine, anche lui calciatore.

## Carriera
Cresciuto nel Wydad Casablanca, ha militato in Europa con il Maiorca il Farense e il Benfica.
Conta 15 presenze e un gol con il Marocco tra il 1987 ed il 2001.

## Palmarès

### Competizioni nazionali
- Campionato marocchino: 2

Wydad Casablanca: 1986, 1990
- Coppa del Marocco: 1

Wydad Casablanca: 1989
- Coppa del Portogallo: 1

Benfica: 1995-1996

### Competizioni internazionali
- Champions League araba: 1

Wydad Casablanca: 1989